# De l'air
De l'air (stylisé en de l'air) est un magazine français consacré au photojournalisme.
La Maison européenne de la photographie à Paris lui consacre une exposition en 2011.